# Саксонські сирники
Сирники (нім. Quarkkäulchen, дос. «маленькі сирні кульки») — саксонська страва, яка готується з тіста, яке містить дві третини картопляного пюре, одну третину домашнього сиру, яйця і борошно, та, можливо, корицю або родзинки. Традиційно тісто смажать в лляній олії у формі маленьких млинців. Їх подають гарячими, зазвичай з цукром, фруктами або іншими солодощами.

## Джерело
1. ↑  How to Make Quarkkeulchen (Recipe). How to Cook Dishes. 9 вересня 2014. Процитовано 9 липня 2015.